# أستوريا (كوينز)
أستوريا  (بالإنجليزية: Astoria) هو حي في الجزء الغربي  منطقة كوينز   مدينة نيويورك . يحد أستوريا النهر الشرقي وهي مجاورة لثلاثة أحياء أخرى وهي: لونغ آيلاند سيتي إلى الجنوب الغربي ، صني سايد إلى الجنوب الشرقي ، و وود سايد من الشرق. اعتبارًا من عام 2019 ، يقدر عدد سكان أستوريا بـ 95446 نسمة.